# Koronacja Najświętszej Marii Panny (obraz Petera Paula Rubensa)
Koronacja Najświętszej Marii Panny – obraz olejny flamandzkiego malarza Petera Paula Rubensa, powstały  pomiędzy 1609 a 1611 rokiem, namalowany na desce, a w 1868 roku przeniesiony na płótno.

## Historia obrazu
Obraz Rubensa był pierwotnie szkicem do namalowania ołtarza dla jednej z kaplic katedry w Antwerpii. Projekt tematem którego miał być Chrystus zapraszający Marię do koronacji, nigdy nie został jednak zrealizowany. Został odrzucony w marcu 1611 roku. Pozostały jedynie dwa szkice znajdujące się obecnie w Ermitażu. W 1626 roku Rubens namalował dla katedry Wniebowzięcie Najświętszej Marii Panny wzorowany właśnie na tym pierwowzorze.
Obraz do galerii Ermitaż trafił w 1732 roku, po aukcji kolekcjonera F.I. Dufferina.

## Opis obrazu

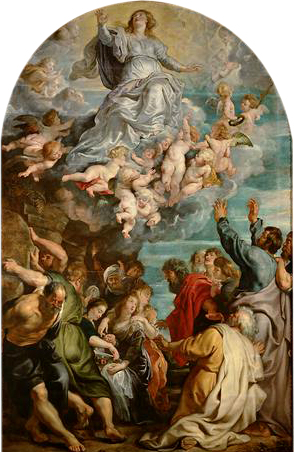
Wniebowzięcie Najświętszej Marii Panny (1614-1615) olej, deska 458x297 Muzeum Historii Sztuki w Wiedniu

Motyw koronacji Matki Bożej był jednym z dwóch tematów związanych bezpośrednio z powielkanocnymi wydarzeniami z życia Matki Boskiej Wniebowzięciem i Koronacją. Tematy te nie występują w Nowym Testamencie. Najczęściej Matce Bożej towarzyszą trzy pozostałe Marie: Maria Magdalena, Salome i Maria Kleofasowa oraz apostołowie. Rubens prócz dwóch szkiców z Ermitażu, w 1630 roku namalował jeszcze jeden szkic pt. Koronacja Marii Dziewicy Znajdował się on w Kaiser-Friedrich-Museum w Berlinie, lecz został zniszczony w 1945 roku. Częstszym tematem poruszanym przez mistrza było Wniebowzięcie Matki Bożej, a temat koronacji przedstawiał w stosunku do Chrystusa.
W Koronacji Najświętszej Marii Panny Rubens połączył dwa motywy z historii Marii – Wniebowzięcie i Koronację. Połączenie to zaczerpnął prawdopodobnie z książki pisarza jezuickiego Ieronimo Nadala Adnotationes et Meditationes in Evangelia z 1595 roku Jedna z rycin z tego dzieła była wzorem do namalowania górnej części obrazu.